# Colegio Oficial de Médicos de Navarra
El Colegio Oficial de Médicos de Navarra (de forma acrónima denominado Medena) es el colegio profesional de médicos de la Comunidad Foral de Navarra fundado en 1898.

## Sede
Este organismo tiene su sede principal en Pamplona y cuenta también de una delegación en Tudela.

## Historia
El Colegio de Médicos de Navarra se creó en el año 1898 tras la aprobación del Real Decreto sobre Estatutos para el Régimen de los Colegios de Médicos del 12 de abril, que estableció la colegiación como requisito obligatorio para el ejercicio profesional.
En el año 1918, la Junta Provincial de Sanidad aprobó los Estatutos de los Colegios Médicos Obligatorios y el Reglamento del Colegio Oficial de Médicos de Navarra. Posteriores estatutos, reglamentos y leyes han ido perfilando la institución hasta configurarla del modo que hoy la conocemos, ampliando sucesivamente sus atribuciones y con el desarrollo lógico de una práctica que fue incluyendo desde fechas tempranas (años 40) normas deontológicas.
Los actuales estatutos se aprobaron en Asamblea General de colegiados, celebrada el 28 de junio de 2007, y se publicaron en el Boletín Oficial de Navarra el 23 de noviembre de 2007.

## Miembros electos
José Diestro y Vega, médico de Garayoa (Navarra), fue elegido presidente del Ilustre Colegio de Médicos de Navarra en las primeras elecciones colegiales celebradas en septiembre de 1898.
Posteriormente, han presidido el colegio navarro los doctores Juan Valdés y Pajares, Manuel Ferrer (interino), Claudio Armendáriz y Equiza, Joaquín Canalejo (interino), Serapio Jáuregui San Julián, Joaquín Gortari Polit, Simón Blasco Salas (interino), Victoriano Juaristi Sagarzazu, Juan Lite Blanco, Anacleto Velilla del Rincón, Mariano Carlón Maqueda, Félix Visus Antoñanzas (interino), Julio Morán Garcés, Ricardo Magallón Izco (interino), Ignacio Sánchez Nicolay, Gabriel Delgado Bona, María Teresa Fortún Pérez de Ciriza y Rafael Teijeira.

## Publicaciones
El colegio edita de forma periódica la revista Panacea.

## La Fundación
La Fundación del Colegio de Médicos de Navarra se presentó a la sociedad navarra el 19 de octubre de 2004 con el objetivo y finalidad del desarrollo profesional, cultural y humano de los médicos de la Comunidad Foral mediante el desarrollo de programas culturales, formativos, de asistencia social, profesional, de asesoramiento, y, de divulgación, así como asesoramiento específico profesional a las administraciones, especialmente en temas relacionados con la salud.
Dichas actividades y programas podrán ser realizados por la Fundación directa o indirectamente, mediante su participación o colaboración con otras entidades que persigan fines idénticos o análogos.